# Goshwe
Goshwe est une ville du Botswana.